# Menéame
Menéame és un lloc web d'agregació de notícies basat en la participació comunitària fundat per Ricardo Galli i Benjamí Villoslada. Funciona de manera que els usuaris registrats envien històries que els altres usuaris del web (registrats o no) poden votar, de manera que es promouen les més votades a la pàgina principal mitjançant l'aplicació d'un algoritme que unifica diversos paràmetres en un únic valor numèric que s'anomena internament «karma». Com el model anglosaxó del qual és una traducció modificada (Digg), combina marcadors socials, el blog i la sindicació amb un sistema de publicació sense editors. Al juliol de 2013, el rànquing Alexa presentava la pàgina en la posició 6426 del llistat mundial, i 279 de l'espanyol. La publicació d'aquesta eina en català fou el 20 de novembre del 2006, aleshores es realitzà amb un programari diferent de l'actual que donà alguns problemes i el 26 de desembre del mateix any, es va complementar amb el codi de Ricardo Galli. El març de 2008 es renovà completament el disseny del web.
En català hi ha La Tafanera, en gallec, existeix Chuza i en basc, Zabaldu, creat el 2006 per un alumne de la Universitat de Mondragón.